# Tirpitzia sinensis
Tirpitzia sinensis är en linväxtart som först beskrevs av William Botting Hemsley, och fick sitt nu gällande namn av Hallier f.. Tirpitzia sinensis ingår i släktet Tirpitzia och familjen linväxter. Inga underarter finns listade i Catalogue of Life.